# Cyathea godmanii
Cyathea godmanii är en ormbunkeart som först beskrevs av William Jackson Hooker, och fick sitt nu gällande namn av Domin. Cyathea godmanii ingår i släktet Cyathea och familjen Cyatheaceae. Inga underarter finns listade.